# Пизье, Мари-Франс
Мари́-Франс Пизье́ (фр. Marie-France Pisier; 10 мая 1944 года, Далат, Вьетнам, Французский Индокитай — 24 апреля 2011 года, Сен-Сир-сюр-Мер, департамент Вар, Франция) — французская актриса театра и кино, режиссёр и сценарист. Двукратная обладательница премии «Сезар» (1976, 1977).

## Биография
Родилась во Вьетнаме, где её отец Жорж Пизье служил высокопоставленным чиновником колониальной администрации. Её младший брат Жиль стал известным математиком, членом академии наук Франции, сестра Эвелин, правовед, политолог, публицист, была первой женой Бернара Кушнера.
В 1956 году вместе с семьёй переехала в Париж, в начале 1960-х годов стала сниматься в кино. Её открыл Франсуа Трюффо. Сотрудничала с несколькими крупнейшими режиссёрами, также снималась в США, с 1970-х годов активно участвовала в телевизионных постановках. Деятельная участница майских событий 1968 года, была близкой подругой Даниэля Кон-Бендита, помогала ему переправляться во Францию, въезд в которую ему был после 1968 запрещён. В 1990—2000 годы сыграла несколько заметных ролей в театре. Автор четырёх романов, один из которых — «Бал гувернёра» — сама экранизировала; выступала также как сценарист.
Она умерла 24 апреля 2011 года в своём доме в Сен-Сир-сюр-Мер: была найдена мёртвой в домашнем бассейне; по предположениям, 66-летняя актриса утонула.

## Фильмография

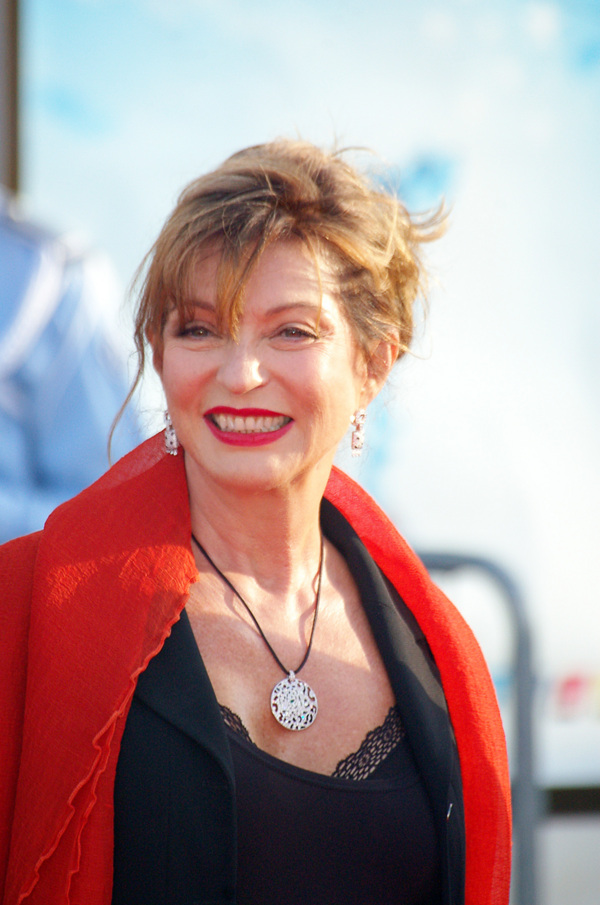
Пизье в 2007 году

- 1962 — Любовь в двадцать лет (режиссёры Франсуа Трюффо и другие) — Коллет Тацци
- 1962 — Антуан и Колетт (Франсуа Трюффо) — Коллет Тацци
- 1962 — Дьявол и десять заповедей (Жюльен Дювивье)
- 1963 — Les saintes nitouches (Пьер Монтазель) — Анжелика
- 1964 — Смерть убийцы (Робер Оссейн) — Мария и Клаудия
- 1964 — Круги под глазами (Робер Оссейн) — Клара
- 1964 — Les amoureux du France (Пьер Грембла и Франсуа Рейшенбах) — Сильвия
- 1965 — Вампир из Дюссельдорфа (Робер Оссейн) — Анна
- 1966 — Maigret à Pigalle (Марио Ланди)
- 1967 — Транс-европейский экспресс (Ален Роб-Грийе) — Ева
- 1967 — Non sta bene rubare il tesoro (Марио Ди Нардо) — Фло
- 1968 — Пена дней/ L'Écume des jours (Шарль Бельмон, по роману Бориса Виана) — Алиса
- 1968 — Украденные поцелуи/ Baisers volés (Франсуа Трюффо) — Коллет Тацци (в титрах не указана)
- 1970 — Nous n’irons plus au bois (Жорж Демулен) — Лиза
- 1972 — Смерть чемпиона (ТВ) (Абдер Искер) — Жан Эрбен
- 1973 — Дневник самоубийцы/ Le Journal d’un suicidé (Станислав Станоевич) — молодая анархистка
- 1973 — Джульетта? (Филипп Пилард)
- 1973 — Féminin-féminin (Анри Калеф, Жуан Корреа)
- 1974 — Призрак свободы (Луис Бунюэль) — мадам Кальметт
- 1974 — Селин и Жюли совсем заврались/Céline et Julie vont en bateau (Жак Риветт, была также соавтором сценария) — Софи
- 1975 — Кузен, кузина/ Cousin, cousine (Жан-Шарль Такелла, премия Сезар за лучшую женскую роль второго плана) — Карин
- 1975 — Воспоминания о Франции/ Souvenirs d’en France (Андре Тешине) — Регина
- 1975 — Полина уходит (Андре Тешине) — Изабель
- 1976 — Барокко/ Barocco (Андре Тешине, премия Сезар за лучшую женскую роль второго плана) — Нелли
- 1976 — Труп моего врага/Le Corps de mon ennemi (Анри Верней) — Жильберта Льегар
- 1976 — Сераль (Эдуардо Де Грегорио) — Агата
- 1977 — Ученики чародеев/ Les Apprentis sorciers (Эдгардо Козаринский) — мадам Умлаут
- 1977 — Обратная сторона полуночи/ The Other Side of Midnight (Чарльз Джэрротт) — Ноэль Паж
- 1978 — Время республики: мюнхенская собака/ Temps d’une république: Le chien de Munic (ТВ) (Мишель Митрани) — Луиза Фонтас
- 1979 — Сбежавшая любовь/ L’Amour en fuite (Франсуа Трюффо, также соавтор сценария) — Коллет Тацци
- 1979 — Сёстры Бронте/ Les Sœurs Brontë (Андре Тешине) — Шарлотта Бронте
- 1979 — Французские открытки/ French Postcards (Уиллард Хайк) — Катерина Тесье
- 1980 — Банкирша/ La banquière (Франсис Жиро) — Коллет Лекудре
- 1980 — Крупинки (сериал) (Алан Джей Леви) — Валентина О Нейл
- 1981 — Жаркое прикосновение The Hot Touch (Роже Вадим, номинация на премию Джини) — доктор Симпсон
- 1981 — Одинокая Коко Шанель/ Chanel Solitaire (Джордж Качендер) — Коко Шанель
- 1982 — Волшебная гора/ Der Zauberberg (Ханс Гайссендёрфер по роману Томаса Манна) — Клавдия Шоша
- 1982 — Ас из асов/ L’As des as (Жерар Ури) — Габи Делькорт
- 1982 — Бульвар убийц/ Boulevard des assassins (Борами Тюлон) — Хелен Мариани
- 1982 — Та самая, единственная/ La donna giusta (Пол Уильямс) — Бебе
- 1983 — Цена риска/ Le Prix du danger (Ив Буассе) — Лоренс Баллард
- 1983 — Преступление Пьера Лаказа/ Le Crime de Pierre Lacaze (ТВ Жан Деланнуа) — Коллет Риберт
- 1983 — Тихий океан/ Der stille Ozean (ТВ) (Ксавер Шварценбергер) — Флоренс
- 1983 — Друг Венсана/ L’ami de Vincent (Пьер Гранье-Дефер) — Милена
- 1985 — Parking (Жак Деми) — Клауди Персефона
- 1985 — Детишки/ Les nanas (Анник Ланоэ) — Кристин
- 1985 — 44 ou les récits de la nuit (Moumen Smihi)
- 1986 — Незнакомка из Вены/ L’inconnue de Vienne  (ТВ) (Бернар Стора) — Флоранс
- 1986 — Иллюзии любви/ Le tiroir secret (сериал) (Мишель Буарон, Роджер Гиллиоз, Эдуар Молинаро, Надин Трентиньян — Натали
- 1988 — Философский камень/ L'Œeuvre au noir (Андре Дельво) по роману Маргерит Юрсенар — Марта Лигр
- 1989 — Olympe de nos amours (ТВ) (Серж Моати) — Олимпия
- 1990 — Бал у гувернёра/ Le Bal du gouverneur (Мари-Франс Пизье, сценарий по собственному одноимённому роману)
- 1991 — Голубая нота/ La Note bleue (Анджей Жулавский) — Жорж Санд
- 1992 — Мама в городе/ Une maman dans la ville  (ТВ) (Мигель Куртуа) — Сабина
- 1994 — Pourquoi maman est dans mon lit? (Патрик Малакян) — Вероника
- 1994 — Цвет лжи/ La couleur du mensonge (ТВ) (Hugues de Laugardière) — Алиса
- 1994 — Все дни воскресенье/ Tous les jours dimanche (Жан-Шарль Таккелла) — Марион
- 1995 — Верная-неверная/ La fidèle infidèle (ТВ) (Жан-Луи Бенуа) — Клэр
- 1996 — Сын Гаскони Le Fils de Gascogne (Паскаль Обье) — камео
- 1996 — Свой человек/ Notre homme  (ТВ) (Элизабет Рапно) — Виолана
- 1997 — Правда — это страшный недостаток/ La vérité est un vilain défaut (Жан-Поль Саломе) — Моника
- 1997 — Марион/ Marion (Мануэль Пурье) — Одри
- 1997 — Женщина на заказ/ Une femme sur mesure (ТВ) — Детлеф Рёнфелд
- 1998 — Каток La Patinoire (Жан-Филипп Туссен) — продюсер
- 1999 — Обретённое время/ Le Temps retrouvé (Рауль Руис по роману Марселя Пруста) — госпожа Вердюрен
- 1999 — Почему не я?/ Pourquoi pas moi? (Стефани Джиусти) — Ирен
- 2000 — На воздухе автострады/ Sur un air d’autoroute (Тьерри Босчерон) — доктор Роже
- 2000 — Любовная битва в мечтах/ Combat d’amour en songe (Рауль Руис) — незнакомка
- 2000 — Молодой француз/ Un jeune Français (ТВ) (Мишель Сибра) — Лена
- 2001 — Да здравствует воскресенье/ Inch’Allah dimanche (Янина Бенгиги) — Мелле Манант
- 2002 — Как самолёт/ Comme un avion (Мари-Франс Пизье, также выступила сценаристкой) — Клэр Форестьер
- 2004 — Ордо (Лоранс Феррейра Барбоза) — мать Луизы Сандоли
- 2005 — 2008 — Венера и Аполлон (сериал) — госпожа Поммеранд
- 2005 — 2008 — Секс в большом Париже/ Clara Sheller (сериал) (Рено Бертран, Ален Берлинер) — Айрис
- 2006 — Парижская история/ Dans Paris (Кристоф Оноре) — мать Поля и Джонатана
- 2006 — Обожаю детишек/ Les enfants j’adore (ТВ) (Дидье Альбер) — Жаклин
- 2006 — Идеальный друг/ Un ami parfait (Франсис Жиро) — вдова профессора Барта
- 2006 — Плата/ Paid (Лоуренс Ламерс) — Гислэйн
- 2006 — Извините меня/ Pardonnez-moi (Майвенн Ле Беско) — Лола
- 2007 — Домби и сын/ Dombais et fils (Лорен Жауи) — Клеопатра
- 2008 — Зеркало, моё красивое зеркало/  Miroir, mon beau miroir (Серж Мейнар) — Мари-Лайн
- 2009 — Revivre (Хаим Бузагло) (сериал) — Леа Голденберг
- 2010 — Ветчина осталась?/ Il reste du jambon? — Николь Лакруа

## Призы и награды
- «Сезар» («Лучшая женская роль второго плана»; 1976, 1977)